# 黃梧
黃梧（1618年—1674年），字君宣，福建漳州府平和县高坑（今国强乡）霄嶺人。原明鄭將領，後降清。封一等海澄公，谥忠恪。為清廷“遷海令”的提出者。

## 早年生平
明崇禎十七年（1644年），黃梧在平和縣衙當差役。隆武二年（1646年），鄭成功與其父鄭芝龍分道揚鑣，反清復明。當時黃梧雖為差役，但他“饒智勇，喜任俠”，久有投鄭之心。不久，他與門役殺知縣，往投鄭軍。鄭成功對他的機智勇敢頗為賞識，委以中權鎮左營副將。初為鄭成功總兵，守海澄縣。

## 投降清廷
順治十三年（永曆十年，1656年）正月，清平南王尚可喜派兵攻打階陽。時任左提督的黃梧與左先鋒蘇茂迎戰，最後戰敗。六月，鄭成功以戰敗罪責斬蘇茂、將黃梧記責，照舊管事圖贖。並派黃梧守海澄縣。六月二十二日，黃梧與副將蘇明（蘇茂堂弟）背叛鄭軍將海澄獻給清廷投降。。黃梧為向清廷邀功，將鄭成功存放於海澄的錙重、糧草、軍餉金銀盡獻於清廷，使鄭軍元氣大傷。黃梧受清廷封海澄公，鎮守漳州。
顺治十四年（1657年），黃梧與李率泰及提督馬得功、都統郎賽連破七城，克閩安鎮。敘功，賜甲冑、貂裘，加太子太保。黃梧向清廷推薦施琅，又獻滅賊五策促請清廷斬殺鄭芝龍全家並毀壞鄭氏祖墳。
康熙二年（1663年），鄭軍攻厦門，靖南王耿繼茂出潯尾，黃梧偕李率泰出蒿嶼，督軍水陸夾擊，斬獲無算，克厦門、金門、浯嶼三島。鄭經遁銅山。耿繼茂令黃梧統兵駐雲霄防剿。
康熙三年（1664年），黃梧招降周全斌、陳昇、黃廷、何政、許貞、李思忠等人。遂偕耿繼茂、李率泰及提督王進功乘夜渡海，拔銅山。鄭經退回臺灣。
康熙六年（1667年），封一等海澄公，世襲十二次。
康熙十三年（1674年），耿精忠谋反，傳檄至漳州。黃梧方病疽，聞變驚恚，卒，終年57歲，谥忠恪。

## 死後
由於黃梧降清後曾向滿清政府提議破壞鄭家祖墳，引起鄭家對他的仇恨。三藩之亂爆發後，鄭經一度率軍反攻中國大陸。康熙十四年（永曆二十九年，1675年）十月，漳州投降鄭經，鄭經即派人挖開黃梧的棺材，車裂黃梧的屍體，並將其梟首。

## 延伸阅读
[在维基数据编辑]
 《清史稿/卷261》，出自趙爾巽《清史稿》

## 外部連結
- 《黃梧》中央研究院 （页面存档备份，存于）